# Sanne van Dijke
Sanne van Dijke (Heeswijk-Dinther, 21 luglio 1995) è una judoka olandese, vincitrice della medaglia di bronzo ai Giochi olimpici di Tokyo 2020 nei -70 kg e due volte campionessa continentale agli europei di Varsavia 2017 e Lisbona 2021 nella stessa categoria di peso.

## Biografia
È apertamente lesbica ed intrattiene una relazione sentimentale con la judoka britannica Natalie Powell dal 2018.
Si è laureata campionessa continentale agli europei di Varsavia 2017.
Ha fatto parte della spedizione olandese ai Giochi europei di Minsk 2019, vincendo l'argento nei -70 kg e venendo battuta in finale dalla francese Margaux Pinot.
Agli europei di Praga 2020 ha vinto l'argento nei -70 kg, di nuovo perdendo nell'incontro decisivo con Margaux Pinot, su cui ha invece avuto la meglio nella finale degli europei di Lisbona 2021.
Ai mondiali di Budapest 2021 ha ottenuto il bronzo.
Ha rappresentato i Paesi Bassi ai Giochi olimpici estivi di Tokyo 2020, vincendo la medaglia di bronzo nel torneo dei -70 kg, superando la tedesca Giovanna Scoccimarro, dopo essere stata estromessa dal tabellone principale in semifinale contro l'austriaca Michaela Polleres.

## Palmarès
- Giochi olimpici

Tokyo 2020: bronzo nei -70 kg.
- Mondiali

Budapest 2021: bronzo nei -70 kg.
Tashkent 2022: bronzo nei -70 kg.
Doha 2023: bronzo nella gara a squadre.
Budapest 2025: bronzo nei -70 kg.
- Europei

Varsavia 2017: oro nei -70 kg.
Praga 2020: argento nei -70 kg.
Lisbona 2021: oro nei -70 kg.
Sofia/Mulhouse 2022: argento nei -70 kg e nella gara a squadre.
Montpellier 2023: bronzo nei -70 kg.
- Giochi europei

Minsk 2019: argento nei -70 kg.
Cracovia 2023: bronzo nella gara a squadre.
- Europei Under-23

Breslavia 2014: oro nei 70 kg.
- Europei juniores

Bucarest 2014: oro nei -70 kg.
Oberwart 2015: argento nei -70 kg.

### Vittorie nel circuito IJF
| Data           | Località     | Paese  | Categoria  |
| -------------- | ------------ | ------ | ---------- |
| 21 maggio 2017 | Ekaterinburg | Russia | Grand Slam |
| 26 maggio 2018 | Hohhot       | Cina   | Grand Prix |